# Jack Veal
 (novembre 2021).
Pour les articles homonymes, voir Veal.
Jack Veal est un acteur britannique né le 12 juin 2007.
Dans l'univers cinématographique Marvel, il incarne Loki enfant dans la série télévisée Loki.

## Filmographie
- 2017 : The End of the F***ing World
- 2021 : Come Away
- 2021 : Loki